# Mniotype anilis
Mniotype anilis is een vlinder uit de familie uilen (Noctuidae). De wetenschappelijke naam is voor het eerst geldig gepubliceerd in 1840 door Boisduval.
De soort komt voor in Europa.